# Мавритія (мікроконтинент)
12°10′49.11″ пд. ш. 61°10′1.64″ сх. д. / 12.1803083° пд. ш. 61.1671222° сх. д.
Мавритія — докембрійський мікроконтинент, що знаходився між Індостанською плитою та Мадагаскаром до їх розділення близько 70 мільйонів років тому. 
Була спочатку складовою частиною Індійського континенту, Мавритія відокремилася від нього приблизно 60 мільйонів років тому і далі зазнала руйнації на стрічкоподібну структуру, після утворення серединно-океанічного хребта. 
Науковці вважають, що серединно-океанічний хребет було утворено гарячою точкою Реюньйон, коли вона проходила під західною околицею Індійського континенту, а потім під Мавритією. 

На сьогодні фрагменти Мавритії: хребет Лаккадіви — Мальдіви — Чагос, банка Назарет, банка Сая-де-Малья та банка Гокінс, а також острови Реюньйон і Маврикій, де континентальна кора похована під базальтовими лавами гарячої точки Реюньйон. 

Доказом існування Мавритії є уламковий циркон, знайдений у породі (трахіт віком 6 мільйонів років) на Маврикії. 

Результати аналізу кристалів циркону датуються 660 — 1970 млн років і значно старші, ніж базальт віком 8,9 млн років, який є найдавнішим утворенням на острові. 
Вважається, що циркон був винесений з перекритої континентальної кори як фрагмент-ксеноліт і включений в базальт. 
 
Інтерпретація лінійної NW-SE гравітаційної аномалії вказує на те, що мікроконтинент може простягатися 

на 1500 км від Сейшельських островів до Маврикія приблизно паралельно Центральноіндійському хребту. 